# 尖尾新丝隆头鱼
尖尾新丝隆头鱼（学名：Neocirrhilabrus oxyurus）为隆头鱼科新丝隆头鱼属的鱼类。在中国，分布于南海诸岛等，常见于热带珊瑚礁以及常生活于珊瑚礁岛屿的礁平台外侧。